# بیلگمس و جهان زیرین
«بیلگمس و جهان زیرین» یکی از پنج شعر سومری که در ایجاد روایت نهایی حماسه گیلگمش (نسخه مرجع بابلی) اثرگذار بوده‌اند. برخلاف سایر شعرهای سومری بیلگمس، سرآغازی اسطوره‌ای دارد. در جهان باستان، این شعر با عنوانی شناخته می‌شد که سطر آغازین آن است: «در آن روزها، در آن روزهای خیلی دور». بخش‌هایی از این شعر حماسی سومری به اکدی ترجمه شد و لوح XII حماسه گیلگمش را شکل داد. علاوه بر این بخش‌هایی از آن به داستان مرگ انکیدو و سوگواری گیلگمش در لوح‌های VII و VIII مربوط است. لحن بدبینی بی‌رحمانه‌ای بر بخشی از متن حاکم است که دیدار بیلگمس و انکیدو را توصیف می‌کند. این بخش با طنز و احساساتی بودن تخفیف می‌یابد و حداقل در یک نسخه از آن اشاره‌ای تاریخی وجود دارد.

## پیش‌زمینه
در جهان باستان، این شعر با عنوانی شناخته می‌شد که سطر آغازین آن است: «در آن روزها، در آن روزهای خیلی دور». این شعر سومری در مدرسه‌های کاتبی در بابل باستان، شهرهای نیپور و اور، رایج بود. برخلاف سایر شعرهای سومری بیلگمس، این متن با یک سرآغاز اسطوره‌ای شروع می‌شود. سیر روایت شعر، از خلقت جهان شروع و به سرشت زندگی پس از مرگ ختم می‌شود.
بخش‌هایی از این شعر حماسی سومری به اکدی ترجمه شد و لوح XII حماسه گیلگمش را شکل داد. علاوه بر این بخش‌هایی از آن به داستان مرگ انکیدو و سوگواری گیلگمش در لوح‌های VII و VIII مربوط است.

## نسخه‌ها
نسخه اصلی در نیپور پیدا شده است که در سطر ۳۰۰ ناگهان پایان می‌یابد. نسخه دوم از مه-توران به دست آمده که سه سطر تکمیلی دارد. این سه سطر، متن را به ابتدای شعر «بیلگمس و هوواوا» پیوند می‌دهند.  نسخه سوم در اور پیدا شده است و در آن گفتگوی بیلگمس و انکیدو ادامه پیدا می‌کند. نسخه‌ای از نیمه دوم متن، از خط ۱۷۲ به بعد، در دوره باستان به اکدی ترجمه شد و لوح XII حماسه بابلی گیلگمش را تشکیل داد. در این نسخه، بیلگمس درخواست خود برای نجات انکیدو را از «خدای ماه» (علاوه بر انلیل و ائا (انکی)) می‌کند.

## متن
سه سطر نخست: «در آن روزها، در آن روزهای خیلی دور، / در آن شب‌ها، در آن شب‌های دور، / در آن سال‌ها، در آن سال‌های خیلی دور،»
در زمانی دور، کوتاه زمانی پس از آن که خدایان کائنات را مابین خود تقسیم کردند، طوفانی بزرگ بر پا شد. در حالی که خدای انکی به جهان زیرین می‌رفت، تا احتمالا در سکونتگاه الهی خود («اقیانوس پایین» (آبزو)) استقرار یابد، دانه‌های تگرگ بر کف کشتی او جمع شدند و امواج بر کناره آن کوبیدند. طوفان، درخت بیدی را در ساحل فرات افکند. روزی الهه اینانا در حال قدم زدن درخت بید را دید، آن را برداشت و به خانه‌اش در اوروک برد. درخت را کاشت و صبر کرد تا بروید. قصد او این بود که از چوب آن برای خودش اسباب و اثاثی بسازد. با رشد درخت، موجودات شریر به آن هجوم بردند و اینانا غمگین شد. ماجرا را برای خدای خورشید، برادرش اوتو، تعریف کرد اما او کمکی نکرد. پس از آن ماجرا را برای بیلگمس قهرمان بازروایت کرد.  بیلگمس سلاح خود را برداشت و درخت را از ساکنین فرومایه‌اش رهایی داد. او درخت را افکند و الوار آن را به اینانا داد تا اثاثش را بسازد. با باقیمانده چوب‌ها برای خودش دو اسباب بازی ساخت.
بیلگمس و مردان جوان اوروک تمام روز را با اسباب‌بازی‌های جدید مشغول بودند. مردان از تقلا خسته و کوفته و زنان آنها مشغول آب و غذا آوردن برایشان شدند.  روز بعد قبل از آن که بازی دوباره شروع شود، زنان شکایت می‌کنند. اسباب‌بازی‌‌ها از حفره‌ای به اعماق جهان زیرین می‌افتند. بیلگمس نمی‌تواند آنان را به دست آورد و به تلخی برای از دست دادنشان گریه می‌کند. خدمتکار او، انکیدو، برای بازیافتن آنان داوطلب می‌شود. بیلگمس به او برای رفتن به قلمروی تاریک الهه ارشکیگال هشدار می‌دهد. اگر انکیدو می‌خواهد از عواقب مرگبار حضور در نزد اشباح مردگان رهایی یابد، باید به آنها احترام بایسته بگذارد. او به گونه‌ای باید رفتار کند که گویا در مراسم خاکسپاری است؛ با حساسیت رفتار کند و توجهی را به خود جلب نکند. انکیدو در جهان زیرین با منظره ترسناک خود ارشکیگال رو به رو خواهد شد که در سوگواری ابدی برای پسرش، نینازو، بر خاک سجده کرده است. لباس‌های ارشکیگال پاره است و بدنش را با ناخنهایش می‌خراشد و موی خود را می‌کند.
انکیدو به جهان زیرین می‌رود و با بی‌خیالی هشدارهای بیلگمس را نادیده می‌گیرد. در آنجا اسیر می‌شود. بیلگمس از خدای انلیل در نیپور می‌خواهد به او کمک کند اما انلیل این کار را نمی‌کند. بیلگمس آنگاه از خدای انکی در اریدو کمک می‌خواهد. انکی به خدای خورشید، اوتو، دستور می‌دهد که به هنگام برآمدن در سپیده‌دم شبح انکیدو را نیز با خود بیاورد. بیلگمس و انکیدو بار دیگر به هم می‌رسند و همدیگر را در آغوش می‌گیرند. پرسش و پاسخی طولانی آغاز می‌شود که نقطه اوج شعر است و در آن بیلگمس از انکیدو درباره جهان زیرین می‌پرسد.

## تحلیل
لحن بدبینی بی‌رحمانه‌ای بر بخشی از متن حاکم است که دیدار بیلگمس و انکیدو را توصیف می‌کند. این بخش با طنز و احساساتی بودن تخفیف می‌یابد و حداقل در یک نسخه از آن اشاره‌ای تاریخی وجود دارد. پیام اصلی آغاز گفتگوی دو قهرمان این است که هر چه یک مرد پسران بیشتری داشته باشد، در زندگی پس از مرگ تشنگی‌اش با پیشکش‌های دوره‌ای خانواده او، بیشتر تسکین ‌می‌یابد. آن اشباحی که بی‌فرزند هستند، بیشترین رنج را می‌برند زیرا کسی بر روی زمین نیست که پیشکش‌های بایسته را برایشان بیاورد.
سپس، گفتگوی آن دو درباره آنهایی می‌شود که امکان ندارد تمام و کمال دفن شوند، یا به خاطر آنکه در اثر جذام یا سایر بیماری‌ها از شکل افتاده‌اند و یا آنکه با پایانی خشن رو به رو بوده‌اند. تنفر شدید از مردن بدون اعضای بدن کامل هنوز در خاور نزدیک امروزی وجود دارد. یک نسخه احتمالا لحنی اخلاقی می‌گیرد و نیز درباره کسانی است که به والدین خود بی‌احترامی کنند. اکثر اشباح در زندگی پس از مرگ، روزگار شومی را تجربه می‌کنند اما به جز پدرانی که پسران بسیار دارند، برخی نیز هستند که کمتر رنج می‌برند. آنهایی که پیش از آنکه زمانش رسیده باشند مرده‌اند، مانند بچه‌هایی که مرده به دنیا آمدند، زندگی پر از نعمت خواهند داشت. با این حال، آنهایی که در آتش مرده‌اند در دود ناپدید خواهند شد و به جهان زیرین نمی‌روند. معنای ضمنی آن این است که روح این گروه از مردمان آرام نمی‌گیرد و بنابراین از آنان بیش از همه وحشت وجود داشت. از این رو، مرگ در آتش بدترین سرنوشت بود و نقطه اوج گزارش انکیدو محسوب می‌شود. ترس از مرگ در آتش تا امروز در اسلام باقی مانده است.

### تاریخی-سیاسی-اجتماعی
در یک سنت از رونوشت کردن، متن با گزارش سوختن در آتش تمام می‌شود. اما در الواح به دست آمده از شهر اور، متن با تعلیم صریحتری درباره آداب رفتار با مردگان ادامه می‌یابد. اشاره‌هایی تاریخی در آن وجود دارد که نشان از آن دارد که احتمالا این ادامه بعدا افزوده شده است و منشا آن از دولت‌شهر گیرسو است. انکیدو گزارش می‌دهد که اشباح «پسران سومر و اکد»، به خصوص از گیرسو، تحت تاخت و تاز قبیله عموری‌ها قرار گرفته‌اند و در جهان زیرین از مکانی که آب تازه از جهان بالا دریافت می‌شود، رانده شده‌اند. آنها مجبور شده‌اند از آب ناپاک و آلوده استفاده کنند. این قطعه از متن به روشنی  اشاره به شرایط سومر در اواخر هزاره سوم پیشا دوران مشترک دارد. در آن زمان سلسله سوم اور در اثر تهاجم عموری‌ها و حمله عیلامیان سقوط کرد و مردم ساکن در شهرهای جنوبی بین‌النهرین ناگهان خود را تحت سلطه حاکمان عموریِ چادرنشین یافتند.
آنهایی که تحت تسلط پادشاهان اور دارای نفوذ سیاسی و اقتصادی بودند، بی‌شک خشمگین از تازه‌واردان بودند. زمانی که بیلگمس متوجه می‌شود پیشینیان او در جهان زیرین به همان سرنوشتی دچار شده‌اند که بر سر سایر «پسران سومر و اکد» نیز آمده است، شرمگین می‌شود: در خاتمه شعر، او برانگیخته می‌شود تا مجسمه‌های نیاکانش را بسازد و آیین سوگواری برایشان برپا کند. به مردم گیرسو نیز دستور می‌دهد تا همین کار را انجام دهند. این به معنای آرام گرفتن مردگان خواهد بود که دیگر زندگان را تهدید نخواهند کرد. بنابر این، یک پیام  تعمق درباره چشم‌داشت انسان در زندگی پس از مرگ، تشویق به رفتار زاهدانه با مردگان و تجویز مراسم شایسته برای آنها بود. ارتباط خاص بیلگمس با چنین تشریفاتی با اسناد اداری تایید می‌شود. در این اسناد از «ساحل بیلگمس» به عنوان مکانی یاد می‌شود که حاکمان گیرسو حقیقتا به اشباح بستگان خود پیشکش تقدیم می‌کردند.

## یادداشت
1. ↑  متن اکدی لوح XII از ص۱۹۱ است.
2. ↑  اجماعی در میان دانشوران درباره این که دو ابزار چیست وجود ندارد. یک احتمال این است که توپ و چوگان باشند.[۸]
3. ↑  احتمالا به خدایان، همانگونه که در حماسه بابلی در لوح I 73ff آمده است.[۸]
4. ↑  سخنرانی مارتا راث در دانشگاه شیکاگو (از ۸:۱۳)«در خشونت قضایی بین‌النهرین: مساله چشم در برابر چشم»:...چشم در برابر چشم، دندان در برابر دندان؛ این نقل قول از کتاب مقدسدر ذهن عموم و دانشوران بیان غایی قانون باستان است: انتقام‌جو، عین یک خطای وحشتناک، مطلق و بیش از هر چیز برای امروز بدوی. در ادبیات از آن به عنوان قاعده کلی حقوقی نام برده شده است و بازتاب این فرض است که علاوه بر اصل حقوقی، رویه قانونی نیز بوده است. هرچند حتی یک لحظه تفکر آشکار میکند که در مقام یک سیستم کاملا غیرقابل اجراست. نقل‌قولی که به گاندی نسبت داده می‌شود، مساله را به خوبی نشان می‌دهد: «چشم در برابر چشم همه دنیا را کور می‌کند.» این نقل‌قول در واقع از بن کینزلی در فیلم است اما کار را راه می‌اندازد.

## واژگان
1. ↑  Ninazu